# أنابيل فاي
أنابيل فاي (بالإنجليزية: Annabel Fay)‏ هي مغنية نيوزيلندية، ولدت في 23 أكتوبر 1987.

## وصلات خارجية
- الموقع الرسمي